# 61 Danaë
Danae (asteroide 61) é um asteroide da cintura principal com um diâmetro de 82.04 quilómetros, a 2.4815999 UA. Possui uma excentricidade de 0.1678048 e um período orbital de 1 880,83 dias (5,15 anos).
Danae tem uma velocidade orbital média de 17.24802837 km/s e uma inclinação de 18.21925º.
Este asteroide foi descoberto em 9 de Setembro de 1860 por Hermann Goldschmidt. Seu nome vem da personagem mitológica grega Dânae.